# Bossemans en Coppenolle

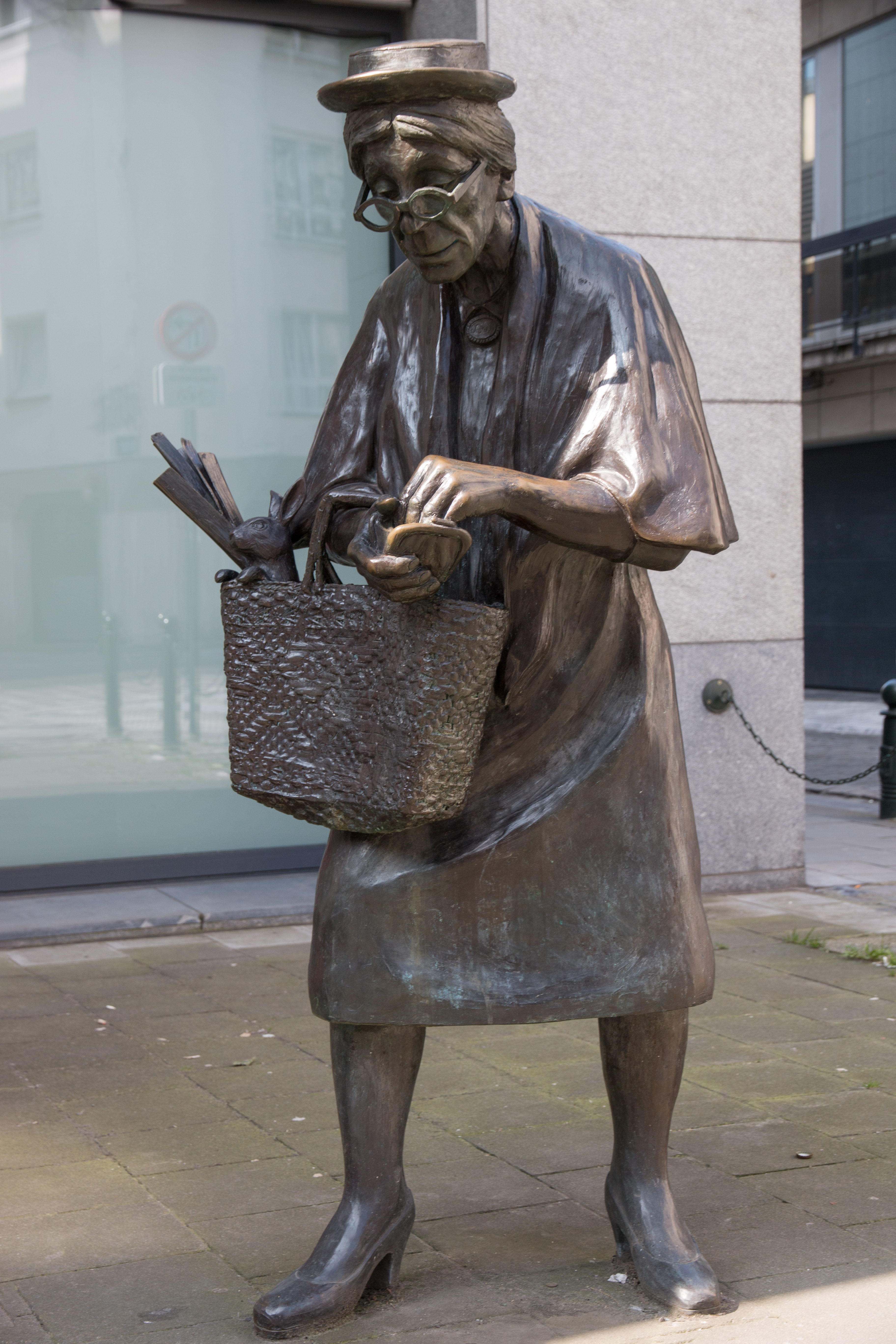
Standbeeld van Madame Chapeau in Brussel

Bossemans en Coppenolle is een Brussels theaterstuk van Paul Van Stalle en Joris d'Hanswyck uit 1938. Dit komische Romeo-en-Juliaverhaal kent ook vandaag nog een zekere populariteit. Zo werd het theaterstuk in 2015 door tvbrussel opgenomen waarmee het zo'n 15.000 kijkers aantrok. Het theaterstuk werd zowel in het Franstalig Brusselse dialect als in het Nederlandstalige Brussels dialect gespeeld.
Het meest legendarische personage uit het stuk is Madame Chapeau. Ze groeide ondertussen uit tot een icoon van Brussel met een eigen standbeeld in de stad (op de hoek tussen de Mussenstraat en de Zuidstraat). 

## Het verhaal
De twee boezemvrienden, François Bossemans en Auguste Coppenolle, staan op het punt om hun jarenlange vriendschap bezegeld te zien worden door het huwelijk van François' zoon Joseph en de dochter van Auguste: Georgette. De twee mannen dagdromen nog maar net over kleinkinderen of Madame Violette - de onweerstaanbare huurster van Auguste - maakt haar intrede in François' winkel van behangpapier. Wegens een eeuwigdurend dispuut over voetbal tussen Madame Violette en haar vriend besluiten ze uit elkaar te gaan. Haar vriend is echter een welgestelde gentleman en laat eerst haar appartement volledig in het nieuw steken.
Vanaf dit moment begint de spreekwoordelijke "miserie". De charmes van Madame Violette helpen haar immers om François, een goedgelovige weduwnaar, aan te zetten om zich in te schrijven in de supportersclub van de voetbalploeg Union Saint-Gilloise. Meer zelfs, ze slaagt er ook in om hem ervan te overtuigen zijn talentvolle zoon te laten inschrijven als keeper bij de ploeg. 
Wanneer dit nieuws de familie Coppenolle bereikt gaan de poppen aan het dansen. Mevrouw Coppenolle is immers een hartstochtelijke supporter van Daring Brussel. Deze twee ploegen waren toen ook nog eens aartsrivalen. Het resultaat is dat het huwelijk geannuleerd wordt. Mevrouw Coppenolle gaat uiteindelijk zo ver dat ze Joseph opsluit net voor de wedstrijd tussen beide ploegen. De ster van Daring Brussel, haar loopjongen in Coppenolle's drogisterij, is gekwetst en ze zou het niet overleven moest Joseph de nieuwe ster van de Union Saint-Gilloise worden. En dat dan uitgerekend tégen haar geliefde ploeg!